# Angelos Sikelianos

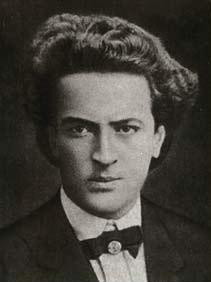
Angelos Sikelianos (ok. 1905)

Angelos Sikelianos, gr. Άγγελος Σικελιανός (ur. 15 marca 1884 na Leukadzie, zm. 19 czerwca 1951 w Atenach) – grecki poeta i dramaturg.

## Życiorys
Pochodził z rodziny zasłużonej w historii Wysp Jońskich. Był synem nauczyciela języków obcych, ostatnim z siedmiorga dzieci Joannisa i Chariklei Sikelianosów. Niezwykle utalentowany już w wieku szkolnym, po ukończeniu miejscowego gimnazjum (1900), podjął studia prawnicze na uniwersytecie ateńskim, których jednak nie ukończył. Od młodości fascynował się utworami Homera, Pindara, Platona oraz Biblią; ze współczesnych silny wpływ wywarł na niego swą twórczością  Gabriele D’Annunzio. Ze swą siostrą Eleni próbował zdolności na scenie teatralnej.
Życiowy dobrobyt zapewniło mu zawarte w 1907 małżeństwo z bogatą Amerykanką Evą (Eveliną) Palmer, poznaną w Paryżu, gdzie jako entuzjastka antyku studiowała archeologię. Współczesnym imponował wspaniałą posturą i klasyczną urodą, przyciągał inteligencją i profetyzmem, był ulubieńcem kobiet. Po zamieszkaniu w Atenach Sikelianos nawiązał żywy kontakt z krajowym środowiskiem intelektualnym. Do jego przyjaciół należał m.in. poeta Kostis Palamas i pisarz Nikos Kazandzakis, z którym spędził 40 dni w monasterach Świętej Góry Atos (1940), praktycznie próbując tam reguł życia ascetycznego. Ostatecznie rozwiedziony w 1934 z E. Palmer, poślubił w 1940 Annę Karamani. Gorliwy kult antyku i namiętnie wyznawany orficki mistycyzm oddalały go od realnego życia i problemów współczesności aż do czasu wojny i okupacji. Odegrał wówczas istotną rolę w intelektualnym ruchu oporu po stronie lewicy, co zaciążyło na dalszym jego życiu po wojnie. Po burzliwych wydarzeniach 1944 roku (kryzys uwydatniający ostre podziały polityczne wraz z początkiem wewnętrznego konfliktu zbrojnego) był rzecznikiem zgody narodowej i rządów demokratycznych dla dobra ojczyzny.   

## Twórczość
Wiersze w stylu neoromantycznym zaczął pisać już jako 15-letni. W 1907 zadebiutował zbiorem poezji lirycznej zatytułowanym Jasnowidzący (Ο Αλαφροΐσκιωτος). W okresie międzywojennym był twórcą ezoterycznej idei wskrzeszenia igrzysk starożytnych w Delfach, mającej na celu duchowe zbratanie ludzkości. Uroczystości te (igrzyska, spektakle teatralne) odbyły się jednak tylko w maju 1927 roku i po trzech latach finansowo zrujnowały Sikelianosów jako parę utopijnych organizatorów, nie wzbudzając szerszego oddźwięku zagranicą.

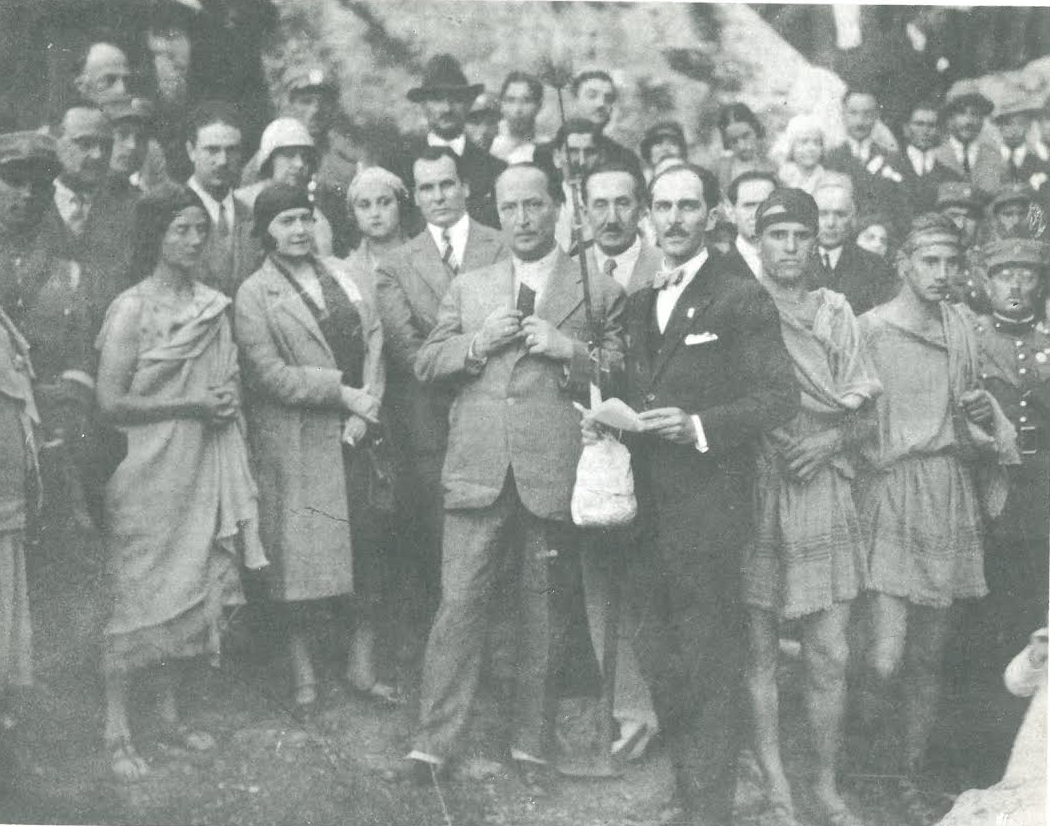
Poeta (pośrodku) w gronie przyjaciół podczas ostatnich uroczystości w Delfach (1930)

Na dzieło twórcze Sikelianosa składają się głównie długie poematy, ukazujące obok przemiany życiowej postawy ich autora, poczucie posłannictwa nacechowane niezmiennym optymizmem, co jaskrawo odróżniało go też od ówczesnej poezji mieszczańskiej. Dionizyjskie uniesienie współgra w nich z pierwiastkiem mistycznym. Jego poezja była wyrazem ówczesnego metafizycznego i religijnego niepokoju, typowego dla okresu po wielkim konflikcie światowym. W odróżnieniu od K. Kawafisa, który świat współczesny z jego ideami próbował przenieść w czasy antyku, Sikelianos odmiennie – dążył do przeszczepienia idei starożytnych do świata współczesnego, czego wymownym przykładem jest powstały na Eginie dramat Daídalos stin Kríti (1942). 
Twórca wyznawał panteistyczne przekonanie o jedności wszechrzeczy – Boga i świata, ducha i materii, usiłując splatać starożytną tradycję z uniwersalnym dziedzictwem kulturowym. Greckiemu kanonowi etyki przeciwstawiał współczesną problematykę moralną. Głosząc uniwersalistyczny kult przyrody, pracy ludzkiej i siły, nawiązywał do starożytnej epiki greckiej i pieśni ludowych. Był autorem wizjonersko-mistycznych liryków, poematów oraz poetyckich dramatów o wątkach mitologicznych i historycznych.
Swe dzieło poetyckie zebrał w 3 tomach Lirycznego żywota (1942-1947), w którego skład wchodzą:
- Jasnowidzący (wyd. 1909)
- Rapsodie Morza Jońskiego (1910)
- Pieśni zwycięstwa [cykl I] (1912-1913)
- Sonety (1914-1915)

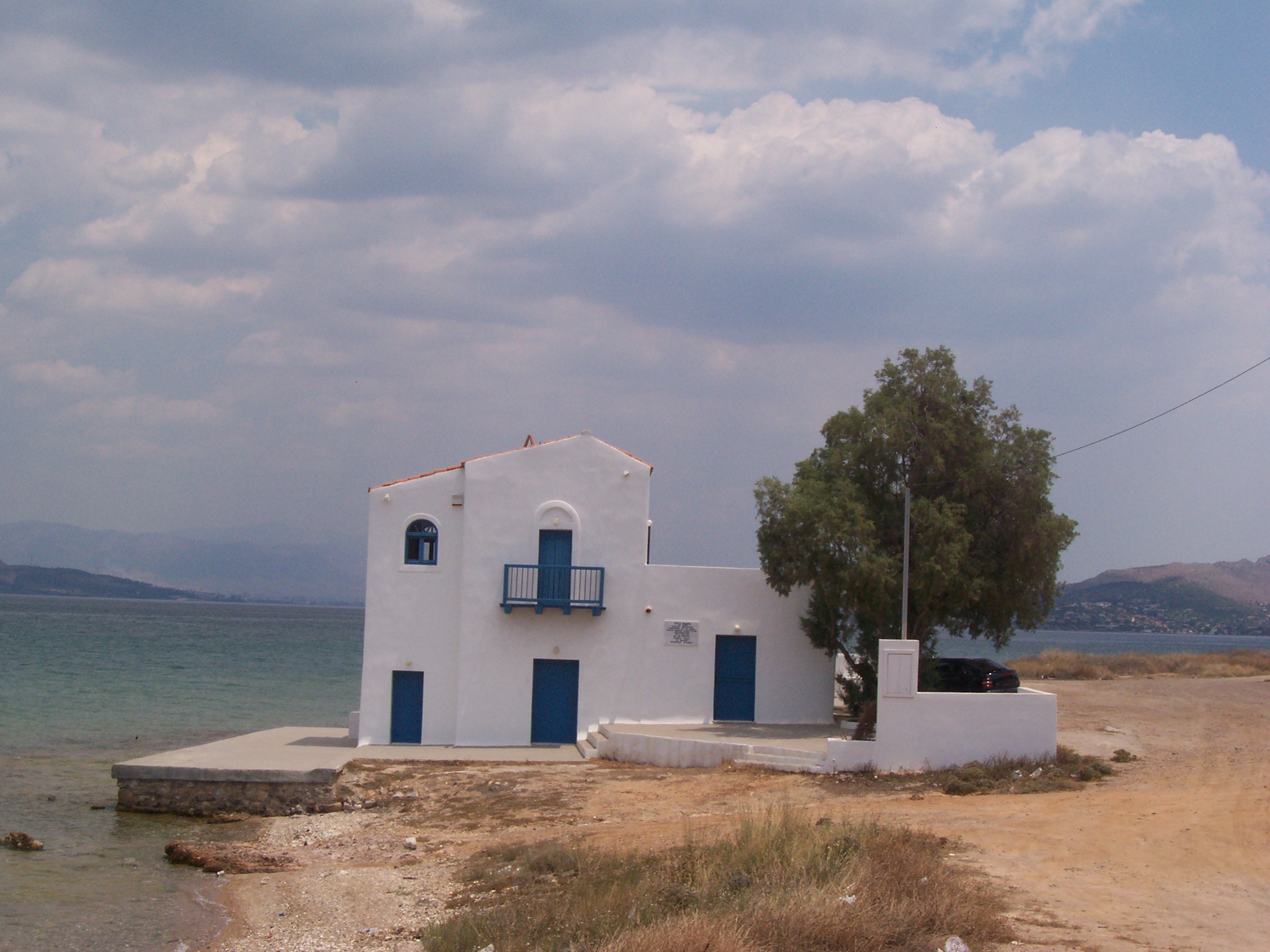
Dom Sikelianosa na Salaminie

- Niebiańskiej Afrodycie (1914-1915)
- Prolog życia (1915-1917)
- Matka Boga (1917)
- Pascha Greków (1919)
- Słowo delfickie (1927)
- Pieśni żałobne (ok. 1930-1945)
- Pieśni orfickie (po 1927-1942)
- Żądze (1935-1942)
- Pieśni zwycięstwa [cykl II] (1940-1946)

Oprócz licznych zbiorów poezji (ostatni to Najwyższa lekcja, 1942) do jego najważniejszych utworów należą wierszowane dramaty Dytyramb orficki (znany też jako Dytyramb róży, 1932), Dedal na Krecie (1943), Sybilla (1944), Chrystus w Rzymie (1946), Śmierć Digenisa (1947) i tworzony od 1915, niedokończony Asklepios (wydany pośmiertnie 1955). Wszystkie przełożono na język francuski. 